# 구하산방
구하산방은 대한민국 서울특별시에 있는 유서 깊은 서예 용품점이다. 1913년에 설립되었으며 한국 최초의 서예 용품점인 것으로 알려져 있다. 서울특별시청에 의해 오래가게와 서울미래유산으로 지정되었다.
이 가게는 한 세기가 넘도록 서울 도심에 있었다. 서울 도심 내에서 여러 번 이전했다. 이 가게는 고종과 순종 황제에게 붓을 공급한 것으로 알려져 있다. 또한 시간이 흐르면서 여러 유명한 한국 서예가와 예술가들에게 용품을 공급한 것으로 알려져 있다. 이 가게는 팁이 다른 재료로 만들어진 500종 이상의 붓을 생산하는 것으로 알려져 있다.

## 같이 보기
- 오래가게